# Bourkika
Bourkika (em árabe: بلدية بورقيقة) é uma comuna localizada na província de Tipasa, Argélia. Sua população estimada em 2008 era de 22 118 habitantes.